# Лотвичи
Лотвичи (бел. Лотвічы) — деревня в Барановичском районе Брестской области Белоруссии, в составе Полонковского сельсовета. Население — 214 человек (2019).

## География
Деревня находится в 25 км к северо-западу от центра города Барановичи и в 5 км от границы с Гродненской областью. Местность принадлежит к бассейну Немана, рядом с деревней протекает река Исса, на которой образована небольшая запруда. Через Лотвичи проходит местная автодорога Полонка — Серебрище. Ближайшая ж/д станция находится в деревне Молчадь (линия Барановичи — Лида).

## История
Лотвичи известны по письменным источникам с XVI века, являлись собственностью Яновичей, потом Санаповских, Дружеских. С конца XVI века — собственность Радзивиллов.
После второго раздела Речи Посполитой (1793) Лотвичи вошли в состав Российской империи, в 1905 году в Слонимском уезде Гродненской губернии. В начале XX века здесь открыто народное училище.
Согласно Рижскому мирному договору (1921) деревня вошла в состав межвоенной Польши, с 1939 года деревня в БССР. С 1940 по 1959 год являлась центром сельсовета. В Великую Отечественную войну с конца июня 1941 года до июля 1944 года оккупирована немецко-фашистскими захватчиками. На фронтах войны погибли 27 сельчан.
В 1970 году к Лотвичам присоединены две соседние деревни Лешки и Серки. В 1972 году деревня насчитывала 154 двора и 518 жителей, в 1998 — 140 дворов и 279 жителей.

## Население
| Численность населения (по переписи) | Численность населения (по переписи) | Численность населения (по переписи) | Численность населения (по переписи) | Численность населения (по переписи) | Численность населения (по переписи) |
| 1921                                | 1939                                | 1970                                | 1999                                | 2009                                | 2019                                |
| ----------------------------------- | ----------------------------------- | ----------------------------------- | ----------------------------------- | ----------------------------------- | ----------------------------------- |
| 323                                 | ↗389                                | ↘359                                | ↗456                                | ↘337                                | ↘214                                |

## Достопримечательности
- Руины деревянной католической часовни и расположенного рядом кирпичного надмогилья (оба объекта — XIX века)[5].
- Братская могила советских воинов и партизан. Похоронены 22 воина и партизана (12 известны и 10 неизвестны), погибших в боях с немецкими войсками в 1941—1944 годах. В 1957 году на могиле установлен памятник — скульптура воина[6].